# Eduard Roschmann
Eduard Roschmann (Graz, 25 agosto 1908 – Asunción, 10 agosto 1977) è stato un militare austriaco.
Hauptsturmführer delle SS, fu il responsabile del ghetto di Riga, dove erano rinchiusi numerosi ebrei. Famoso come "il macellaio di Riga" (termine usato anche per indicare l'aviatore, militare nazista, agente segreto Herberts Cukurs), Roschmann fu condannato per i crimini di guerra in contumacia e rimase un fuggitivo per il resto della sua vita post-bellica. Nascondendosi per la maggior parte in Argentina, Roschmann è generalmente ritenuto un leader dell'organizzazione ODESSA.

## Biografia
Non riuscendo a diventare un avvocato, Roschmann lavorò presso una fabbrica di birra e divenne un membro attivo nel Partito nazista austriaco. Dopo l'annessione dell'Austria da parte della Germania nel 1938, Roschmann entrò così nelle Schutzstaffel (SS) e, in seguito, venne promosso al rango di Hauptsturmführer.

## Ghetto di Riga
Nel 1941, Roschmann fu nominato comandante in seconda del ghetto a Riga, in Lettonia, che conteneva gli ebrei tedeschi durante la seconda guerra mondiale. È stato riferito che Roschmann abbia deciso l'immediata eliminazione di molte donne, bambini e anziani direttamente al loro arrivo al campo, dato che risultavano più preziosi da morti: i vestiti, i capelli e le otturazioni dentarie in oro dei morti venivano trattati infatti come un bene di cassa. Durante il suo incarico, si stima l'uccisione di circa 35 000 persone. Nel campo di Riga i detenuti lavoravano tra l'altro diciotto ore al giorno, con una fatica fisica aggravata dalla fame e dal freddo. Roschmann pare fosse solito mettere in riga i prigionieri legandoli con i loro stessi vestiti e fucilarli insieme. Egli lasciava inoltre che i cani si nutrissero dei corpi dei prigionieri mentre ancora respiravano. La durezza delle condizioni del campo e il sadismo delle esecuzioni gli fecero guadagnare il famoso soprannome di "Macellaio di Riga".

## Fuga e morte
L'avanzata dell'Armata Rossa sovietica convinse Roschmann a spostare a ovest la sua unità di SS usando, come copertura, il trasporto dei detenuti del campo. Questa ritirata costò la vita a migliaia di detenuti che, di fatto, durante il viaggio, non poterono usufruire di beni alimentari o di abbigliamento adatto e che furono costretti a marciare sulla neve, a pieno carico, attraverso rotte freddissime. Con l'avvicinarsi della sconfitta della Germania, Roschmann sfuggì al controllo delle autorità alleate e sovietiche fingendosi un caporale dell'esercito. Protetto da amici in Austria, fu fermato per ben due volte dalle autorità alleate, ma riuscì a scappare entrambe le volte. Riuscì a prendere contatto con l'organizzazione delle SS latitanti, ricevendo ospitalità a Roma, in un grande nascondiglio sotto l'egida del vescovo Alois Hudal.
Successivamente, Roschmann si recò in Argentina, dove il governo di Juan Domingo Perón, favorevole agli anti-comunisti, gli diede, dopo qualche anno, la cittadinanza cambiando le sue generalità in Federico Wagner divenuto poi Wegener. Lì avviò un'impresa di import export di legname che lo portava ad avere contatti in Germania. Nel 1977, dopo che la Germania occidentale chiese la sua estradizione, venne costretto a lasciare l'Argentina. Partito per il Paraguay, Roschmann morì più tardi, da fuggiasco, nel corso dello stesso anno, in seguito a un attacco di cuore.

## Odessa
Si ritiene che Roschmann rimase attivo nel contesto di Odessa, associazione segreta che aiutava le SS rifugiate e cercava di infiltrarle tra le istituzioni della Germania moderna. Egli divenne noto al grande pubblico grazie il romanzo di Frederick Forsyth, The Odessa File, in cui l'autore supponeva l'esistenza di Odessa in Germania; nel 1974, dal romanzo, fu anche tratto un film in cui Roschmann fu interpretato dall'attore austriaco Maximilian Schell. Il romanzo girava molto attorno alla figura di Roschmann, descrivendone realisticamente la vita e i misfatti; il marcato ricorso al personaggio di Roschmann fu suggerito dal cacciatore di nazisti Simon Wiesenthal, che credeva che il libro di Forsyth potesse contribuire a rintracciare il fuggitivo.